# Pirqe de Rabbi Eliezer
Pirqe de Rabbi Eliezer (Jüdisches Aramäisch פִּרְקֵי דְּרַבִּי אֱלִיעֶזֶר pirqe də-rabbi ʾeliʿezer) (hebräisch: Kapitel = Aussprüche des Rabbi Eliezer, Bezugnahme auf Elieser ben Hyrkanos, der allerdings nicht der Autor ist; auch: Baraita de Rabbi Eliezer, Mischna de Rabbi Eliezer, Haggada de Rabbi Eliezer, PRE), entstanden vermutlich nach 700 (obwohl es viel älteres Material verarbeitet) in Palästina, ist eine midraschartige jüdische Schrift.
Sie behandelt das 1. Buch, zu kleinen Teilen auch das 2. und 4. Buch Moses in 7 Abschnitten mit 54 Kapiteln, im Einzelnen Schöpfung, Adam bis Noah, Sprachverwirrung, Abraham bis Jakob, Geschichte des Mose bis zum Goldenen Kalb, beschreibt Details aus dem Leben Eliezers, philosophiert über die „Nachkommen Amaleks“, macht Bemerkungen über die Esther-Rolle, über Mirjams Bestrafung, philosophiert über die künftige Erlösung sowie über verschiedene Wunder. Zum Teil sind die Erläuterungen thematisch verknüpft mit einzelnen Benediktionen der Amida.
Die Schrift ist offensichtlich unvollständig, weil der Verfasser (man vermutet eine Einzelpersönlichkeit als ihren Autor) sein Werk nicht zu Ende führen konnte.
Eigentlich handelt es sich nicht um einen Midrasch trotz midraschartiger Züge (Auftretenlassen einzelner Traditionen im Namen ihrer – oft pseudepigraphischen – Sprecher), sondern um einen Versuch, die Bibel nachzuerzählen („rewritten Bible“), ähnlich manchen arabischen Bibelerzählungen.

## Ausgaben
- Erstausgabe Konstantinopel 1514
- Venedig 1544
- Gerald Friedländer, London 1916
- Geniza-Fragmente bei Nimrod Alloni und Z. M. Rabinowitz (1979)
- online verfügbar bei Sefaria